# Балтазар (Майсен и Тюрингия)
Вижте пояснителната страница за други личности с името Балтазар.
Балтазар (на немски: Balthasar von Wettin, * 21 декември 1336, Вайсенфелс; † 18 май 1406, замък Вартбург при Айзенах) от род Ветини, е маркграф на Майсен и ландграф на Тюрингия.

## Живот
Той е вторият син на маркграф Фридрих II „Сериозния“ (1310 – 1349) и съпругата му Мехтхилд/Матилда Баварска (1309/1313 – 1346), дъщеря на император Лудвиг Баварски и Беартикс фон Швейдниц.
След смъртта на баща му през 1349 г. той първо е под надзора на по-големия му брат Фридрих Строгия (1332 – 1381), след това управлява заедно с него и с по-малкия му брат Вилхелм (1343 – 1407).
След смъртта на Фридрих Строгия страната е поделена в Хемниц на 13 ноември 1382 г. между братята Балтазар и Вилхелм и техните племенници Фридрих Войнственния, Вилхелм Богатия и Георг. Балтазар получава ландграфство Тюрингия. Той основава през 1391 г. предприятие в Зангерхаузен, в което се секат майсенски грошове.
Балтазар се жени през пролетта на 1374 г. за Маргарета фон Нюрнберг (1359 – 1391), дъщеря на бургграф Албрехт фон Нюрнберг. След нейната смърт той се жени през 1404 г. за Анна фон Саксония-Витенберг († 1426), дъщеря на курфюрст Венцел от Саксония и вдовица на херцог Фридрих от Брауншвайг.
Балтазар умира през 1406 г. и е последван от сина му от първия брак ландграф Фридрих IV (1384 – 1440).